# Pajzs technológia
A Pajzs technológia egy autólopás elleni védelmi rendszer. Célja, hogy beépítése után a gépjármű motorjának beindítását ellehetetlenítse, így önerőből lophatatlanná tegye. 
A technológia minden eleme a motortérbe kerül beépítésre, és a motortér védelmével a gépjárművédelmi rendszer sem hozzáférhető. A technológia elektromos és mechanikus elemeket is tartalmaz, és minimálisan kapcsolódik az autó rendszeréhez.

## A technológia története
2001-ben kezdett Tímár László kollégáival a gépjárművédelmi rendszer kidolgozásába, ami a Pajzs technológiájú gépjármű védelem, vagy röviden Pajzs technológia nevet kapta. A rendszert először 2003. január 23-án építette gépjárműbe a budapesti székhelyű P.T.B. Pajzs Kft.

## Szabadalom, használati minta
A Pajzs technológia lehetetlenné teszi a hozzáférést a gépjárművédelmi rendszerhez, valamint az elektronikai megszakítási pontokhoz. Így meggátolja a gépjármű beindítását, ezzel biztosítja a gépjármű önerőből történő lophatatlanságát.

## A technológia részegységei
A technológia a következő részekből áll:
- elektronikai nyomtatott áramkör (NYÁK)
- elektromechanikus motortérzár
- gépjármű specifikációval rendelkező motorházháztető zárszerkezetet védő mechanikai burkolat.
- gépjármű specifikációval rendelkező és a gépjárművek motorterében futó bowden védelmét ellátó mechanikai védő burkolat.
- a működéshez szükséges szoftverek

A Pajzs technológia kiegészíthető GPS alapú nyomkövetővel, és 2018 óta LoRaWan alapú nyomkövetővel is, utóbbi rendszer az Antenna Hungáriával közösen került kifejlesztésre.

## A technológia működése
A technológia központi részegysége az egyedi fejlesztésű elektronika, ami a saját szoftverrel működő NYÁK-on található. Az egység feladata, hogy vezérelje az elektromechanikus zárszerkezetet. Az elektromechanikus zárszerkezet a gyári nyitószerkezet és zár közé van beépítve. Ez a szoftver utasításának megfelelően engedélyezi vagy tiltja a motorháztető nyitását. Az autóspecifikus mechanikus bowden védelem és mechanikus zárvédelem gátolja meg a hozzáférést ezen részegységekhez.